# Palaeochrysophanus stiberi
Palaeochrysophanus stiberi är en fjärilsart som beskrevs av Gerhard 1853. Palaeochrysophanus stiberi ingår i släktet Palaeochrysophanus och familjen juvelvingar. Inga underarter finns listade i Catalogue of Life.